# Debes (Mondkrater)
Debes ist ein Einschlagkrater auf der nordöstlichen Mondvorderseite nördlich des Mare Crisium, nordwestlich des Kraters Tralles und südwestlich von Burckhardt.
Der Kraterrand ist stark erodiert, der südliche Teil ist von dem Nebenkrater Debes A überlagert.
| Buchstabe | Position           | Durchmesser | Link |
| --------- | ------------------ | ----------- | ---- |
| A         | 28,7° N, 51,49° O  | 34 km       |      |
| B         | 28,85° N, 50,51° O | 20 km       |      |

Der Krater wurde 1935 von der IAU nach dem deutschen Kartographen Ernst Debes offiziell benannt.